# Raiatea-szigeti kecskepapagáj
A Raiatea-szigeti kecskepapagáj (Cyanoramphus ulietanus) a madarak osztályának a papagájalakúak (Psittaciformes) rendjéhez, ezen belül a szakállaspapagáj-félék (Psittaculidae) családjához tartozó faj volt.

## Előfordulása
Francia Polinéziához tartozó Társaság-szigeteken élt.

## Megjelenése
Testhossza 25 centiméter, feje csokoládébarna színű volt.